# Folsom, New Mexico
Folsom är en ort i Union County i New Mexico. Orten har fått sitt namn efter presidenthustrun Frances Folsom. Vid 2010 års folkräkning hade Folsom 56 invånare.